# Намібійський долар
Намібійський долар — грошова одиниця держави Намібія.
Один намібійський долар складається з 100 центів. Міжнародне позначення — NAD.
У грошовому обігу перебувають банкноти номіналом 10, 20, 50, 100 і 200 намібійських доларів, монети номіналом 5, 10, 20 і 50 центів, а також 1, 2, 5 і 10 намібійських доларів.

## Монети
Намібійський долар номінально ділиться на центи у пропорції 1/100. На даний час в грошовому обігу країни знаходяться монети таких номіналів: 50, 10 та 5 центів, а також 1 та 5 доларів.
Аверси всіх монет прикрашають зображення державного герба країни, що має вигляд трьох тварин та орнаменту, а також рік випуску і стандартний напис “REPUBLIC OF NAMIBIA”. Реверси монет всіх номіналів різняться, на них знаходиться номінал, орнаментне зображення та представники місцевої флори і фауни. Всі монети виготовляють з мідно-нікелевих сплавів, цинку та алюмінію.
Цікаво, що крім звичних серій монет, банк-емітент випускає додаткові модифікації практично всіх номіналів, в основному дизайн змінюється з кожним наступним роком випуску.

## Банкноти основного обігу, зразка1996року
В обігу знаходяться банкноти номіналом 10 , 20 , 50 , 100 і 200 різних років випуску.
Банкноти старої серії 1993 року є платіжним засобом і вилучаються з обігу у міру зносу.
| Серія 1996 року | Серія 1996 року | Серія 1996 року   | Серія 1996 року | Серія 1996 року        | Серія 1996 року          | Серія 1996 року                | Серія 1996 року |
| Зображення      | Зображення      | Номінал (доларів) | Розміри (мм)    | Основні кольори        | Опис                     | Опис                           | Рік друку       |
| Аверс           | Реверс          | Номінал (доларів) | Розміри (мм)    | Основні кольори        | Аверс                    | Реверс                         | Рік друку       |
| --------------- | --------------- | ----------------- | --------------- | ---------------------- | ------------------------ | ------------------------------ | --------------- |
|                 |                 | 10                | 70 х 128        | синій, блакитний       | Портрет Хендріка Вітбооя | Дві південноафриканські газелі | 2001            |
|                 |                 | 20                | 70 х 134        | коричневий, рожевий    | Портрет Хендріка Вітбооя | Стадо червоних оленів          | 1996            |
|                 |                 | 50                | 70 х 140        | зелений, сірий         | Портрет Хендріка Вітбооя | Хвинторогі антилопи (куду)     | 1999            |
|                 |                 | 100               | 70 х 146        | червоний, рожевий      | Портрет Хендріка Вітбооя | Антилопи-бейза                 | 1999            |
|                 |                 | 200               | 70 х 152        | фіолетовий, коричневий | Портрет Хендріка Вітбооя | Антилопи-роун                  | 1996            |

## Намібійська марка

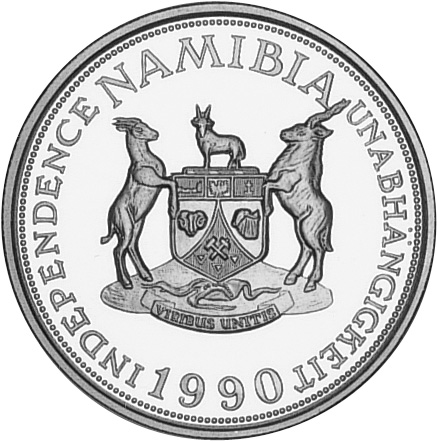
Пробні намібійські 10 марок, 1990 рік, аверс

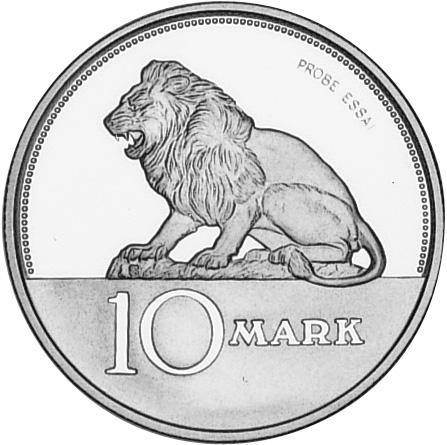
Пробні намібійські 10 марок, 1990 рік, реверс

Намібійська марка, як і Калахар - не введена в обіг намібійська валюта, яка повинна була замінити південноафриканський ранд. Пробні монети були випущені для перевірки дизайну. Причинами відмови від цих монет були такі:
- На монетах був зображений герб Південно-Західної Африки замість намібійського;
- Назва 'марка' було відхилено через сильні антинімецькі настрої, особливо яскраво виражені в народу гереро.

Зрештою, був обраний намібійської долар, який почав випускатися з 1993 року. Він знаходиться в обігу разом з Рандом при курсі 
 1 намібійської долар = 1 ранд.

## Калахар
Резервний банк Намібії (афр. Namibie Reserwebank) - пропонована назва центрального банку Намібії, запропонована після проголошення незалежності Намібії в березні 1990 року складі Співдружності Націй. Це було викликано необхідністю замінити південноафриканський ранд передбачуваною валютою Калахар. Зрештою, ці плани не втілилися в життя, оскільки в 1993 році був відкритий Банк Намібії, який почав випускати намібійський долар.